# Jelšava
Jelšava (în germană Eltsch, în maghiară Jolsva) este un oraș din districtul Revúca, Slovacia cu 3.030 locuitori.

## Demografie
| An:                | 1994 | 2004    | 2014   | 2024   |
| ------------------ | ---- | ------- | ------ | ------ |
| Număr de persoane: | 2909 | 3249    | 3191   | 3177   |
| Diferență:         |      | +11,68% | −1,78% | −0,43% |

| An:                | 2023 | 2024   |
| ------------------ | ---- | ------ |
| Număr de persoane: | 3160 | 3177   |
| Diferență:         |      | +0,53% |